# Kacper (serial animowany 1996)
Kacper (oryg. Casper lub The Spooktacular New Adventures of Casper, 1996–1998) – amerykański serial animowany emitowany w paśmie Dwójka dzieciom w TVP2 od 3 kwietnia 2008 roku. Pierwsza emisja serialu odbyła się na nieistniejącym dziś kanale RTL 7 z dubbingiem. Premiera odbyła się 6 grudnia 1996 roku o godz. 19:00, a polską wersję wówczas opracowało Studio Sonica. Druga emisja odbyła się na antenie TV Polsat w wersji z lektorem, którym był Janusz Kozioł.  Serial składa się z 52 odcinków, podzielonych na 4 serie.
W Polsce był emitowany inny serial animowany o takiej samej nazwie Kacper.

## Wersja polska
Opracowanie wersji polskiej: TVP Agencja Filmowa

Reżyseria:
- Andrzej Bogusz (odc. 1-26, 41-52),
- Dorota Kawęcka (odc. 27-34)

Dialogi:
- Stanisława Dziedziczak (odc. 1-13, 22-26),
- Hanna Górecka (odc. 41),
- Maria Etienne (odc. 43, 46)

Tłumaczenie i dialogi:
- Katarzyna Precigs (odc. 14-19),
- Dorota Dziadkiewicz (odc. 27-34, 50-52),

Dźwięk i montaż:
- Urszula Bylica (odc. 1-26, 41-52),
- Jakub Milencki (odc. 27-34)

Teksty piosenek:
- Krzysztof Rześniowiecki (odc. 1-26, 41-52),
- Wiesława Sujkowska (odc. 27-34)

Kierownik produkcji:
- Monika Wojtysiak (odc. 1-22, 27-34),
- Anna Jaroch (odc. 23-26, 41-52)

Udział wzięli:
- Krzysztof Szczerbiński – Kacper przyjazny duszek
- Artur Kaczmarski – Dr. Harvey
- Jolanta Wilk – Kat Harvey
- Jacek Jarosz – Stinky (odc. 1-7, 33-52)
- Tomasz Grochoczyński – Stinky (odc. 8-32)
- Jacek Czyż – Fatso
- Michał Konarski – Stretch
- Anna Apostolakis − Pola
- Marek Frąckowiak − Duch Chrzestny
- Marcin Hycnar − Spooky
- Joanna Orzeszkowska − Pani Banshee
- Anna Gajewska
- Włodzimierz Bednarski
- Stefan Knothe
- Paweł Szczesny
- Iwona Rulewicz
- Hanna Kinder-Kiss
- Wojciech Paszkowski
- Agnieszka Kunikowska
- Marek Barbasiewicz
- Janusz Wituch
- Józef Mika
- Grzegorz Wons
- Wojciech Machnicki
- Włodzimierz Press
- Mieczysław Morański
- Robert Tondera
- Ryszard Olesiński
- Modest Ruciński
- Monika Wierzbicka
- Beata Łuczak
- Dorota Kawęcka
- Marcin Przybylski
- Jarosław Domin

## Spis odcinków
| N/o            | Polski tytuł                                 | Angielski tytuł                    |
| -------------- | -------------------------------------------- | ---------------------------------- |
|                |                                              |                                    |
| SERIA PIERWSZA |                                              |                                    |
|                |                                              |                                    |
| 01             | Konkurs straszenia                           | Spooking Bee                       |
| 01             | Zapomnij                                     | Fugedaboudit                       |
| 01             | Grypa                                        | The Flew                           |
|                |                                              |                                    |
| 02             | Łapy                                         | Paws                               |
| 02             | Piosenka o alfabecie                         | The Alphabet Song                  |
| 02             | Właśnie, że tak                              | Is So Too                          |
|                |                                              |                                    |
| 03             | Legenda Wielkiej Stopy                       | Legend of Duh Bigfoot              |
| 03             | Upiorny dzień                                | The Ghostly Day                    |
| 03             | Inwazja Ugfo                                 | Invasion of the UGFO’s             |
|                |                                              |                                    |
| 04             | Rakietowy pomocnik                           | Rocket Booster                     |
| 04             | Kacper jest naprawdę straszny                | A Really Scary Casper Moment       |
| 04             | Kacper jest śmiertelnikiem przez jeden dzień | The Day of the Living Casper       |
|                |                                              |                                    |
| 05             | Trzy duchy i jedna zjawa                     | Three Boos and a Babe              |
| 05             | (Mieszkańcy Whipstaff)                       | The Whipstaff Inmates              |
| 05             | Jedyny nieuchwytny                           | Elusive Exclusive                  |
|                |                                              |                                    |
| 06             | Paranormalna gazeta                          | Paranormal Press                   |
| 06             | Spooky i Pola inaczej                        | Another Spooky and Poil Moment     |
| 06             | Spis umarłych                                | Deadstock                          |
|                |                                              |                                    |
| 07             | Pola ma dość                                 | Poil Jammed                        |
| 07             | Kim jestem                                   | The Who That I Am                  |
| 07             | Wymowny obraz                                | A Picture Says a Thousand Words    |
|                |                                              |                                    |
| 08             | Strachy, kłamstwa i kasety wideo             | Spook, Lies and Videotapes         |
| 08             | Duch Chrzestny                               | Ghostfather                        |
|                |                                              |                                    |
| 09             | Buntownik bez dziewczyny                     | Rebel Without a Date               |
| 09             | Nie licz na to                               | Don’t Bank on it                   |
|                |                                              |                                    |
| 10             | Kacper kontra Niezwykły Kolekcjoner          | Casper vs. The Ultimate Fan Boy    |
| 10             | Pole krzyków                                 | Field of Screams                   |
|                |                                              |                                    |
| SERIA DRUGA    |                                              |                                    |
|                |                                              |                                    |
| 11             | Klasowa oferma                               | Dead of the Class                  |
| 11             | Spooky i Pola gawędzą                        | A Spooky and Poil Moment           |
| 11             | Z archiwum Y                                 | Y-Files                            |
|                |                                              |                                    |
| 12             | Srogi Żniwiarz                               | Grim and Bear It                   |
| 12             | Gwiazda opery                                | Fatso of the Opera                 |
|                |                                              |                                    |
| 13             | Klęska Profesora Mordki                      | Losing Face                        |
| 13             | Galopujący duch                              | Galloping Ghost                    |
|                |                                              |                                    |
| 14             | Niesforne cioteczki Kacpra                   | Aunt Misbehavin’                   |
| 14             | Dwóch Kacperków w jednym                     | Split Personalities                |
|                |                                              |                                    |
| 15             | Śmierdząca sprawa                            | Something to Stink About           |
| 15             | Pulp Friction                                | Pulp Friction                      |
|                |                                              |                                    |
| 16             | Ektowstrząsy                                 | Ectospasms                         |
| 16             | Smród na drodze                              | Stink of the Road                  |
| 16             | Depresja Doktora                             | Doc’s Depression                   |
|                |                                              |                                    |
| 17             | Wędrówki w czasie                            | Boo to the Future                  |
| 17             | Najbardziej straszny dom na świecie          | All that Falderal                  |
|                |                                              |                                    |
| 18             | Przykre skutki złego humoru                  | Frightening Storm                  |
| 18             | Straszne Trio                                | The Ghostly Trio                   |
| 18             | Legenda o Białobrodym                        | The Legend of Whitebeard           |
|                |                                              |                                    |
| 19             | Spooky spotyka potwory                       | Spooky and Poil Meet the Monsters  |
| 19             | Wiesz, że jesteś żywy kiedy…                 | You Know You’re Alive When…        |
| 19             | 13 sposobów straszenia śmiertelników         | 13 Ways To Scare a Fleshie         |
| 19             | Halloween – święto duchów                    | The Trick’s a Treat                |
|                |                                              |                                    |
| 20             | Trio i bobasek                               | Three Ghosts and a Baby            |
| 20             | Chcę być niegrzeczny                         | I Wanna Be Rude                    |
| 20             | Zostaw to Kacprowi                           | Leave It to Casper                 |
|                |                                              |                                    |
| 21             | Czary-mary                                   | Luck of the Spookish               |
| 21             | Koszmar w żłobku                             | Day Care Nightmare                 |
|                |                                              |                                    |
| 22             | Karta krzyku                                 | Scream Card                        |
| 22             | Wiesz, że żyjesz kiedy…                      | You Know You’re Alive When…        |
| 22             | Krzycząca dama                               | Lady Screams the Boos              |
|                |                                              |                                    |
| 23             | Krzyk w środku lata                          | A Midsummer’s Night Scream         |
| 23             | Wiesz, że żyjesz kiedy…                      | You Know You’re Alive When…        |
| 23             | Auntie Maimed                                |                                    |
|                |                                              |                                    |
| 24             | Co się tu dzieje?                            | What Goes Around                   |
| 24             | Łowcy odpadków                               | Scavenger Haunt                    |
|                |                                              |                                    |
| 25             | Świąteczne ryzyko                            | A Christmas Peril                  |
| 25             | Świąteczne hity Panny Banshee                | Ms. Banshee’s Holiday Hits         |
| 25             | Dzień dobry, doktorze Harvey                 | Good Morning Dr. Harvey            |
| 25             | Lęk przed Gwiazdką                           | Fright Before Christmas            |
|                |                                              |                                    |
| 26             | Gargulce                                     | Gargoils                           |
| 26             | Hity Panny Banshee                           | Ms. Banshee’s Public Domain Hits   |
| 26             | Kumple od straszenia                         | Boosom Buddies                     |
|                |                                              |                                    |
| SERIA TRZECIA  |                                              |                                    |
|                |                                              |                                    |
| 27             | Bez kapelusza                                | Hat Sick                           |
| 27             | Piosenka o smrodzie                          | Cancion De Olor                    |
| 27             | Trójkąt bermudzki                            | The Boo-Muda Triangle              |
|                |                                              |                                    |
| 28             | Columbo                                      | Columboo                           |
| 28             | Panna „C”                                    | All About „C”                      |
|                |                                              |                                    |
| 29             | Nowy nos                                     | Intensive Scare                    |
| 29             | F-A-T-S-O                                    | F-A-T-S-O                          |
| 29             | Odór                                         | Stench!                            |
|                |                                              |                                    |
| 30             | Upiór Oprah                                  | The Phantom of the Oprah           |
| 30             | Najmądrzejsza maksyma na świecie             | Stretch’s Information Tidbit       |
| 30             | Kacper opiekunką do dzieci                   | The Crying Game                    |
|                |                                              |                                    |
| 31             | Złota rybka                                  | Free Goldie                        |
| 31             | Wybieram Twój nos                            | I’d Pick Your Nose                 |
| 31             | Urodziny doktora                             | Birthday Boos                      |
|                |                                              |                                    |
| 32             | Szczury                                      | Rats!                              |
| 32             | Kopciuszek                                   | Stinkie Time Theater               |
| 32             | Pomoc domowa                                 | Great Ghouly Governess             |
|                |                                              |                                    |
| 33             | Ponad prawem                                 | Above the Law                      |
| 33             | Dziesięć małych Fatso                        | Ten Little Fatsos                  |
| 33             | Wygraj milion                                | Haunt-A-Thon                       |
|                |                                              |                                    |
| 34             | Dom nie do poznania                          | This Old Manor                     |
| 34             | Przerażające mięśnie                         | Scareobicize                       |
|                |                                              |                                    |
| 35             | Zgubna słabość do pierników                  | Gingersnap out of it               |
| 35             | Zasmradzaj świat                             | Send a Good Stink Up Their Noses   |
| 35             | Złotowłosa zjawa i trzy strachy              | Ghostly Locks and the Three Scares |
|                |                                              |                                    |
| 36             | Teleturniej                                  | Boopardy                           |
| 36             | Lubisz mnie?                                 | Do You Like Me?                    |
| 36             | Makbet                                       | MacDeath!                          |
|                |                                              |                                    |
| 37             | Nagrody Akademii Wrzasków                    | The Scummies                       |
| 37             | Nieproszony gość                             | Three-Ring Whipstaff               |
| 37             | Najlepiej być największym                    | It’s Best to be the Most           |
|                |                                              |                                    |
| 38             | Duch armii                                   | The Son Also Rises                 |
| 38             | Rozciąganie ze Stretchem                     | Stretching is Good for You         |
| 38             | Duchfinger                                   | Ghostfinger                        |
|                |                                              |                                    |
| 39             | Wizyta ukochanej mamusi                      | Mom Always likes Ghouls Best       |
| 39             | Nie bój się straszyć                         | Dare to Scare                      |
| 39             | Bury Maguire                                 | Bury Maguire                       |
|                |                                              |                                    |
| 40             | Cztery pogrzeby i wesele                     | Four Funerals and a Wedding        |
| 40             | Mogę być kim chcesz                          | I Can Be Anything                  |
| 40             | Rodzinne spotkanie                           | Family Reunion                     |
|                |                                              |                                    |
| 41             | Coś do wygwizdania                           | That Thing You Boo                 |
| 41             | Pola górą                                    | A Good Walk Poiled                 |
|                |                                              |                                    |
| 42             | Potworna kopia                               | Horrid Copy                        |
| 42             | Jestem niczym bez mojego kapelusza           | I’m Nothing Without My Hat         |
| 42             | Kacperowa presja                             | Caspeer Pressure                   |
|                |                                              |                                    |
| 43             | Jasper                                       | Jasper                             |
| 43             | Wspaniale być duchem                         | It’s Great To Be a Ghost           |
| 43             | Królewskie przyjęcie                         | The Boo-Bloods of Whipstaff        |
|                |                                              |                                    |
| 44             | Mecz o wszystko                              | Ghost Jam                          |
| 44             | Rób jak Spooky                               | Do the Spooky                      |
| 44             | Doktor Harvey i Pan Gruesome                 | Dr. Harvey and Mr. Gruesome        |
|                |                                              |                                    |
| 45             | Polityczna nie-poprawność                    | Politically Co-Wrecked Casper      |
| 45             | Trzy małe literki                            | Three Little Letters               |
| 45             | Manewry miłosne                              | Pen and Tell Her                   |
|                |                                              |                                    |
| 46             | Jacky i bardzo hałaśliwe opowiadanie         | Jack and the Scream Stalk          |
| 46             | Worek kości                                  | Boo Bash a Bone Bag                |
| 46             | Artystycznie? To Stretch!                    | Artistic? That’s a Stretch!        |
|                |                                              |                                    |
| SERIA CZWARTA  |                                              |                                    |
|                |                                              |                                    |
| 47             | Na co ci przyszło                            | Scaredy Boo Where Have You Got To? |
| 47             | Nowa piosenka Kacperka                       | Casper’s New Theme Song            |
| 47             | Zniechęcająca gra                            | The Daunting Game                  |
|                |                                              |                                    |
| 48             | W kinie                                      | At The BOO-vies                    |
| 48             | Wyśpiewaj sobie radość                       | Sing Yourself Happy                |
| 48             | Szansa Śnieżynka                             | Snowball’s Chance                  |
|                |                                              |                                    |
| 49             | Departament Policji Nowego Jorku             | NYPD BOO                           |
| 49             | Trzy super duchy                             | Three Cool Ghouls                  |
| 49             | Duchy pracujące                              | Working Ghouls                     |
|                |                                              |                                    |
| 50             | Licencja na straszenie                       | Scream Test                        |
| 50             | Piosenki panny Banshee dla dzieci            | Ms. Banshee’s Kid Songs            |
| 50             | Doktor nie przyjmuje                         | The Doctor Is Out                  |
|                |                                              |                                    |
| 51             | Przyjazne duchy                              | Miami Nice                         |
| 51             | Jeśli jesteś nieszczęśliwy i wiesz o tym     | If You’re Unhappy And You Know It  |
| 51             | Radiowy kącik porad                          | That Advice Stinks                 |
|                |                                              |                                    |
| 52             | Plaża Boo-kini                               | BOO-Kini Beach                     |
| 52             | Ludzik z czosnkowego ciasta                  | Garlic Bread Man                   |
|                |                                              |                                    |